# Wild- und Freizeitpark Allensbach
Koordinaten: 47° 44′ 31″ N, 9° 2′ 46″ O
Der Wild- und Freizeitpark Allensbach (früher Wildpark Bodanrück) ist ein ganzjährig geöffneter Park auf der Bodensee-Halbinsel Bodanrück in der Gemeinde Allensbach.
Der Park wurde 1972 von dem Waldshuter Bauunternehmer Karl Schleith († 2008) gegründet. Dessen Tochter Martina Schleith leitet den Park, der jährlich von gut 120.000 Touristen besucht wird.
Das weitläufige Gelände umfasst rund 75 Hektar. Die Parkanlage bietet naturnahen Lebensraum für über 300 Wildtiere überwiegend aus der heimischen, europäischen Tierwelt. Frei zugänglich sind die Gehege für Rotwild, Wisente und Damwild. Im Park können Muffel-, Stein-, Sika- und Schwarzwild, Braunbären, Luchse, Ouessantschafe Murmeltiere sowie Polarwölfe besichtigt werden.
In der Falknerei werden Flugvorführungen verschiedener Eulen und Greifvögel gezeigt, darunter Lannerfalken und Steinadler. Die Falknerin kümmert sich auch um aufgefundene kranke und verletzte Wildvögel.
Weitere Attraktionen sind ein großer Abenteuerspielplatz für Kinder mit verschiedenen Klettergerüsten sowie diverse Fahrgeschäfte, darunter Nautic-Jets, Wellenrutsche und Kettcar-Parcours. Der Rutschenturm mit acht verschiedenen Rutschen und 27 Metern Gesamthöhe ist er der höchste Rutschenturm Süddeutschlands. Darüber hinaus gibt es eine 1,4 Kilometer lange Parkeisenbahn im Western-Stil, die durch einen Teil der Anlage fährt.

## Fotogalerie

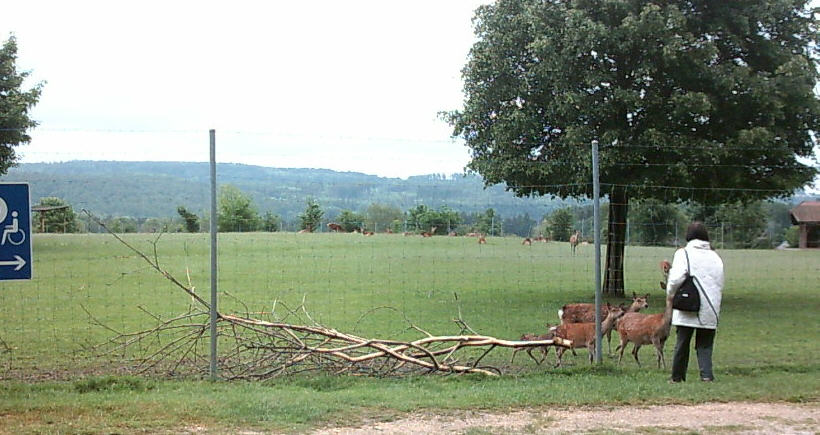
Sikawild-Gehege
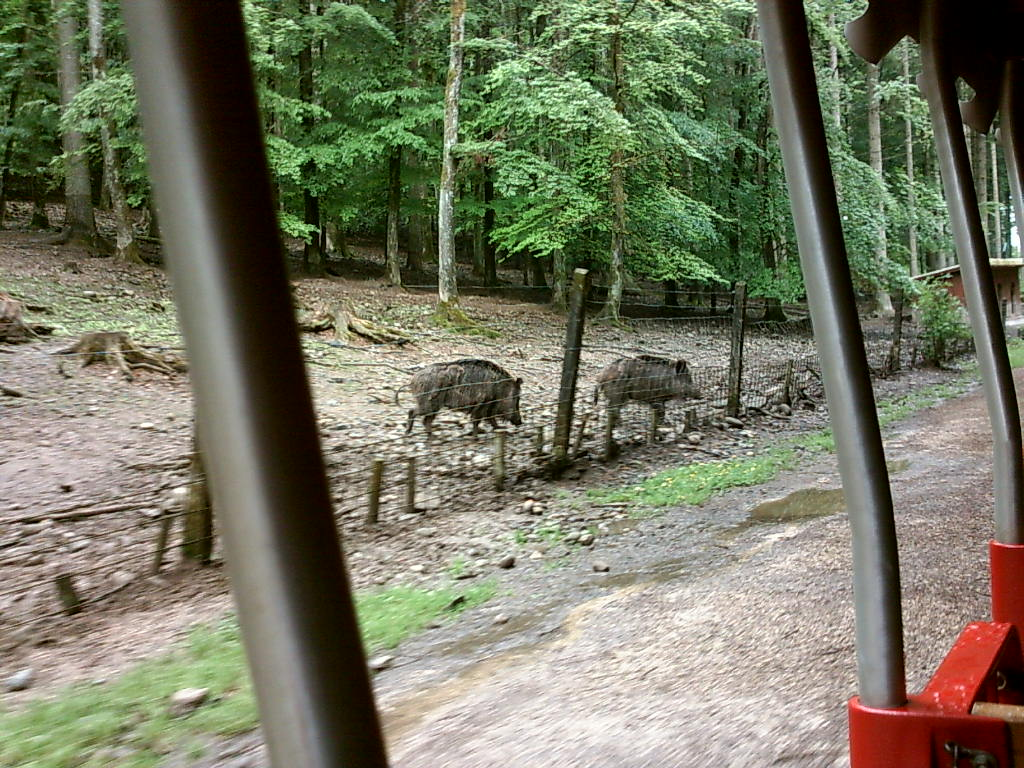
Blick aus der fahrenden Parkeisenbahn
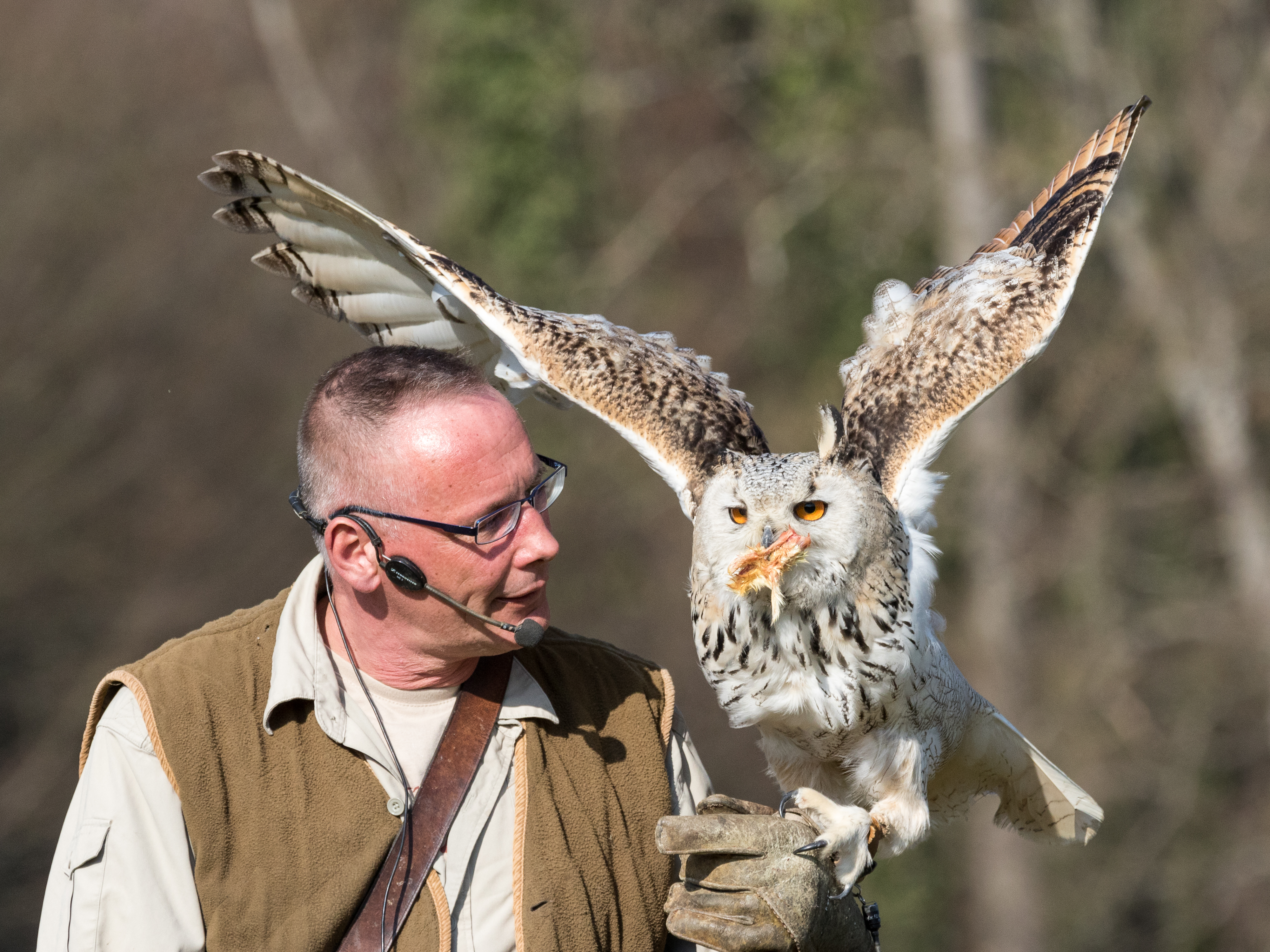
Falkner mit Sibirischem Uhu
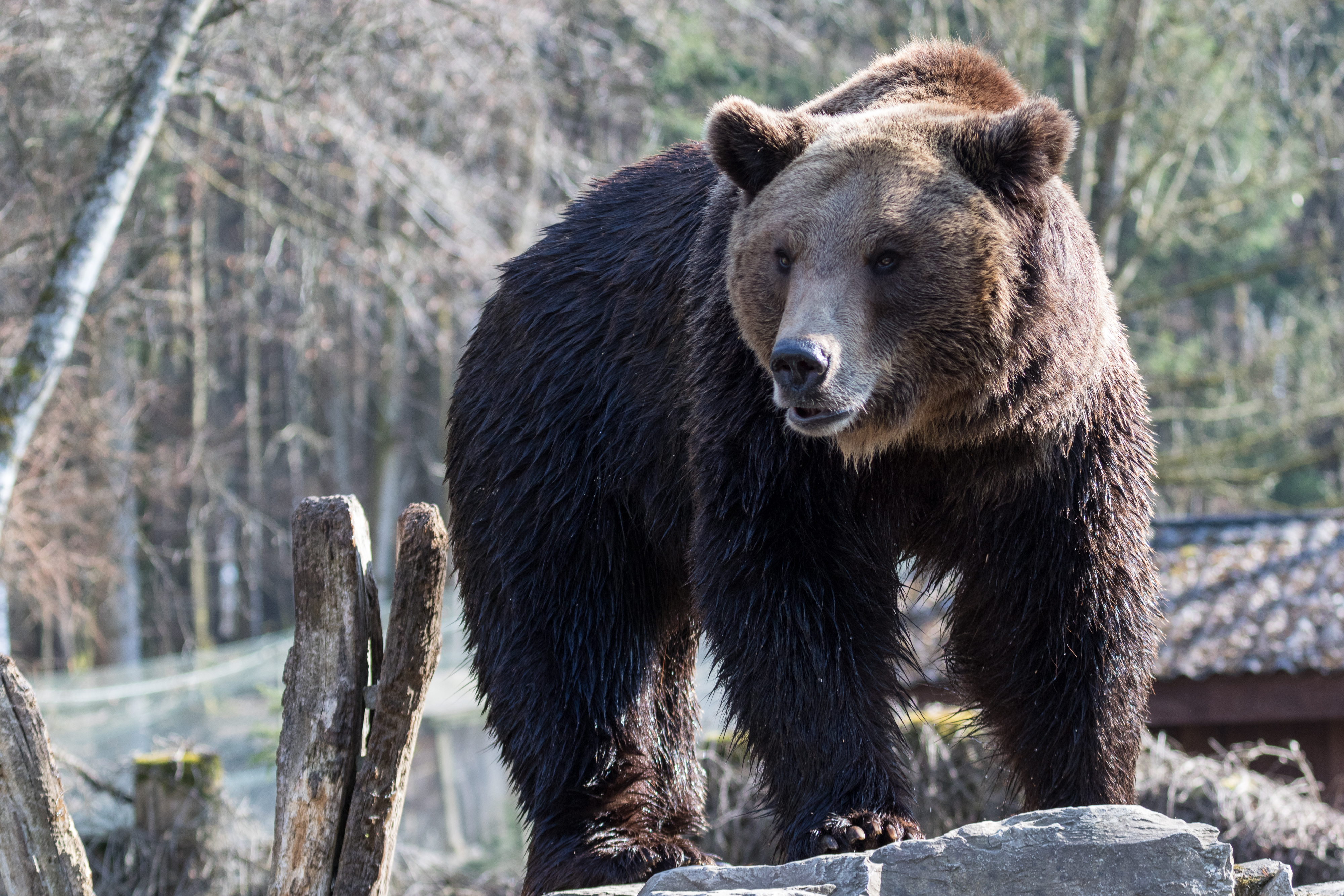
Braunbär